# Osmanska dramatiska sällskapet
Osmanska dramatiska sällskapet, även kallat Mınakyan Tiyatrosu (Mınakyan-teatern) var ett teatersällskap verksamt i Osmanska riket mellan 1882/1884 och 1908. 
Teatern grundades och regisserades av Mardiros Mınakyan. Den spelade en viktig roll i utvecklingen av turkisk teater. Teatern hade både turkiska och armeniska skådespelare i rollerna, och satte upp omkring 250 pjäser, operor och operetter från grundandet fram till 1908. Teatern har betraktats som en länk mellan Gedikpaşa Tiyatrosu (som stängdes 1884), och öppnandet av Darülbedayi 1914 (som 1934 blev Istanbuls stadsteatrar).